# Ćukali
Ćukali (en serbe cyrillique : Ћукали) est un village de Bosnie-Herzégovine. Il est situé dans la municipalité de Srbac et dans la république serbe de Bosnie. Selon les premiers résultats du recensement bosnien de 2013, il compte 329 habitants.

## Démographie

### Évolution historique de la population dans la localité
| 1948 | 1953 | 1961 | 1971 | 1981 | 1991 | 2013 |
| ---- | ---- | ---- | ---- | ---- | ---- | ---- |
| 724  | 734  | 710  | 489  | 488  | 380, | 329  |

|  |

### Communauté locale
En 1991, la communauté locale de Ćukali comptait 1 068 habitants, répartis de la manière suivante :